# حسام عبد المجيد (لاعب كرة قدم مصري)
حسام عبد المجيد (مواليد 1 يناير 2001) هو لاعب كرة قدم مصري يلعب كمدافع في نادي الزمالك.

## مسيرته الكروية

### الزمالك

#### موسم 2021-22
في 12 يوليو 2022، سجل حسام عبد المجيد، هدف التقدم لصالح الزمالك في مرمى المقاولون العرب، في الدقيقة 37 من عمر المباراة التي جمعت الفريقين، على استاد القاهرة الدولي في إطار مباريات الجولة الرابعة والعشرين لمسابقة الدوري المصري الممتاز.

## الإنجازات

### الزمالك
- كأس مصر (1):2021–22